# 羅傑斯維爾 (印第安納州)
羅傑斯維爾（英語：Rogersville）是位於美國印第安納州亨利縣的一個非建制地區。該地的面積和人口皆未知。